# سويطاء
السُوَيْطَاء أو الفطر السويطي (الاسم العلمي: Neocallimastix) هي جنس من الفطريات تتبع فصيلة السويطية من رتبة السويطيات

## أنواع
- سويطاء جبهية
- سويطاء هورليانية
- سويطاء جويونية
- سويطاء نفيسة
- سويطاء متغيرة